# مجازاتگر: منطقه جنگی
مجازاتگر: منطقه جنگی یا پانیشر: منطقه جنگی (به انگلیسی: Punisher: War Zone) عنوان سومین فیلمی است که براساس کمیک بوک پانیشر ساخته و در سال ۲۰۰۸ میلادی اکران عمومی شد . در این فیلم ری استیونسون نقش فرانک کسل / پانیشر را بازی میکند .

## داستان
فرانک کَسل، تفنگ‌دار پیشین نیروی شناسایی تفنگداران دریایی ایالات متحده، پس از آن‌که خانواده‌اش را در جریان خشونت‌های مافیایی از دست داد، پنج سال گذشته را به‌عنوان یک عدالت‌جوی خودخوانده با نام «پانیشر» (Punisher) فعالیت کرده‌است. او به یک مهمانی که به میزبانی گایتانو چزاره، یکی از روسای محلی مافیای آمریکا برگزار شده، حمله می‌کند و چزاره و مهمانانش را می‌کشد. بیلی «دِ بیوت» روسوتی، کاپورژیمه‌ی چزاره، از صحنه می‌گریزد و به مخفیگاه خود در کارخانه بازیافت پناه می‌برد. دو کارآگاه به نام‌های مارتین سوپ و سافیوتی که مهمانی را زیر نظر داشتند، ماجرا را به کسل اطلاع می‌دهند. کسل به مخفیگاه روسوتی نفوذ می‌کند و پس از درگیری کوتاهی، روسوتی به درون دستگاه خردکن شیشه پرتاب می‌شود و به‌شدت دچار بدشکلی چهره می‌گردد. او بعدها خود را «جیگسا» می‌نامد، زیرا بخیه‌های روی صورتش شبیه تکه‌های پازل است.
کسل که از بدن نیکی دوناتلی به‌عنوان سپر استفاده کرده بود، درمی‌یابد که او در واقع مأمور مخفی اف‌بی‌آی بوده‌است. پل بودیانْسکی، همکار دوناتلی، به «نیروی ویژه پانیشر» در اداره پلیس نیویورک می‌پیوندد و با سوپ همراه می‌شود تا کسل را به عدالت بسپارند. در همین حین، جیگسا برادر روان‌پریش و آدم‌خوار خود، «لونی بین جیم» را از آسایشگاه روانی آزاد می‌کند.
کسل که از کشتن مأمور اف‌بی‌آی ناراحت است، تلاش می‌کند تا با همسر او، آنجلا، و دخترش، گریس، جبران کند، اما موفق نمی‌شود. او به بازنشستگی فکر می‌کند، اما اسلحه‌سازش، مایکرو، به او می‌گوید که جیگسا احتمالاً برای انتقام به سراغ خانواده دوناتلی خواهد رفت، و او را از این تصمیم منصرف می‌کند.
جیگسا، لونی بین جیم و دو نوچه‌شان، اینک و پیتسی، به خانه دوناتلی یورش می‌برند و خانواده را گروگان می‌گیرند. کسل یکی از همدستان معروف جیگسا به نام مَجینتی را پیدا می‌کند و پس از گرفتن اطلاعات از او، وی را اعدام می‌کند. سپس توسط بودیانْسکی و سوپ دستگیر می‌شود. کسل به بودیانْسکی می‌گوید که جیگسا به خانواده دوناتلی حمله کرده، و بودیانْسکی خودروی گشتی را برای بررسی به خانه می‌فرستد و قصد دارد کسل را تحویل دهد. اما وقتی خودروی گشتی پاسخی نمی‌دهد، خود به خانه می‌رود و در آن‌جا توسط اینک و پیتسی دستگیر می‌شود. سوپ کسل را آزاد می‌کند، او نیز اینک و پیتسی را می‌کشد و آنجلا و گریس را نجات می‌دهد. در ادامه، بودیانْسکی جیگسا و لونی بین جیم را پس از تیراندازی کوتاهی بازداشت می‌کند.
جیگسا و برادرش در ازای دادن اطلاعات درباره «کریستو بولات»، که قصد داشت سلاح زیستی را برای تروریست‌های عرب در کوئینز، نیویورک قاچاق کند، با اف‌بی‌آی معامله می‌کنند. آن‌ها در ازای این همکاری، مصونیت قضایی، ۱۲ میلیون دلار پرداختی بولات برای استفاده از بندر جیگسا، و پرونده‌ای درباره مایکرو را دریافت می‌کنند. جیگسا مایکرو را گروگان می‌گیرد و مادرش را می‌کشد. آن‌ها بار دیگر خانواده دوناتلی را به گروگان می‌گیرند و یکی از همکاران مایکرو به نام کارلوس را که کسل برای محافظت از خانواده گذاشته بود، به شدت زخمی می‌کنند. کسل به مخفیگاه می‌رسد و کارلوس از او می‌خواهد که نگذارد «این‌گونه بمیرد»، و کسل او را می‌کشد.
جیگسا در هتل بردستریت سنگر می‌گیرد و گروهی از تبهکاران تشنه انتقام را گرد می‌آورد. کسل از کمک بودیانْسکی بهره می‌گیرد. بودیانْسکی نیز به تیبریو بولات، پدر کریستو، محل اختفای جیگسا را اطلاع می‌دهد. افراد تیبریو در لابی هتل تیراندازی به‌راه می‌اندازند و زمینه را برای نفوذ کسل فراهم می‌کنند.
کسل از پنجره طبقه دوم وارد می‌شود و با افراد مسلح جیگسا درگیر می‌شود. سپس با لونی بین جیم وارد نبرد تن‌به‌تن می‌شود؛ اما وقتی جیم متوجه می‌شود ممکن است زنده نماند، فرار می‌کند. کسل او و جیگسا را که مایکرو و گریس را گروگان گرفته‌اند، دنبال می‌کند. جیگسا به کسل پیشنهاد می‌دهد که اگر مایکرو را بکشد، بقیه را آزاد خواهد کرد. مایکرو برای نجات دختر، با شجاعت جان خود را پیشنهاد می‌کند، اما کسل به‌جای او، لونی بین جیم را می‌کشد. جیگسا در پاسخ، مایکرو را می‌کشد. کسل که خشمگین شده، با جیگسا درگیر می‌شود و پس از نبرد تن‌به‌تن، او را با میله فلزی زخمی کرده و به داخل آتش می‌اندازد و می‌کشد.
در بیرون، آنجلا، کسل را می‌بخشد و او نیز از بودیانْسکی و خانواده دوناتلی خداحافظی می‌کند. در پایان، سوپ که همراه کسل محل را ترک می‌کند، تلاش دارد او را متقاعد کند که فعالیت‌های خود را کنار بگذارد، چرا که به‌زعم او «تمام مجرمان شهر را کشته‌است». اما وقتی سوپ مورد حمله یک سارق خشن قرار می‌گیرد و کسل سارق را می‌کشد، نظرش عوض می‌شود.

## شکست تجاری
مجازاتگر: منطقه جنگی با فروشی معادل ده میلیون دلار ( در حالیکه برای ساختش سی و پنج میلیون دلار هزینه شده بود ) در گیشه شکست خورد .